# Milan (Indiana)
Milan is een plaats (town) in de Amerikaanse staat Indiana, en valt bestuurlijk gezien onder Ripley County.

## Demografie
Bij de volkstelling in 2000 werd het aantal inwoners vastgesteld op 1816.
In 2006 is het aantal inwoners door het United States Census Bureau geschat op 1791, een daling van 25 (-1.4%).

## Geografie
Volgens het United States Census Bureau beslaat de plaats een oppervlakte van
5,0 km², waarvan 4,9 km² land en 0,1 km² water. Milan ligt op ongeveer 299 m boven zeeniveau.

## Plaatsen in de nabije omgeving
De onderstaande figuur toont nabijgelegen plaatsen in een straal van 16 km rond Milan.